# Journal officiel de la République algérienne démocratique et populaire
Ne doit pas être confondu avec Journal officiel de l'Algérie.
Le Journal officiel de la République algérienne démocratique et populaire (JORA ou JORADP) (arabe : الجريدة الرسمية للجمهورية الجزائرية الديمقراطية الشعبية), qui fait suite au Journal officiel de l'État algérien (JOEA), est le journal officiel de l'Algérie depuis 1962. Il publie tous les textes juridiques algériens (lois et décrets, ordonnances, arrêtés, etc.) et d'autres informations officielles.

## Historique
À la veille de l'indépendance de l'Algérie, la publication des textes juridiques (lois et décrets, ordonnances ou arrêtés) la concernant, était assurée par le Recueil des actes administratifs de la Délégation générale du gouvernement. Ce dernier avait succédé, le 29 juillet 1958, au Journal officiel de l'Algérie fondé le 7 janvier 1927.
Au lendemain de l'indépendance, proclamée le 5 juillet 1962, parait pour la première fois le Journal officiel de l'État algérien (JOEA). Son premier numéro, de douze pages, et daté du 6 juillet 1962, est principalement consacré à l'indépendance du pays. Il publie les résultats du référendum d'autodétermination du 1er juillet 1962 (avec une erreur typographique : il est mentionné 15 juillet 1962, au lieu du 1er juillet 1962), ainsi que la lettre du général de Gaulle, président de la République française, qui reconnait l'indépendance de l'Algérie, à Abderrahmane Farès, président de l'Exécutif provisoire de l'État algérien, et la lettre de ce dernier qui prend acte.
Le deuxième numéro du Journal officiel, daté du 17 juillet 1962, publie l'ordonnance no 62-2 qui ordonne l'amnistie des faits commis avant le 20 mars 1962.
À compter du 26 octobre 1962, le JOEA devient le Journal officiel de la République algérienne démocratique et populaire (JORA).

## Identité visuelle

Logo du 6 juillet, au 26 octobre 1962.
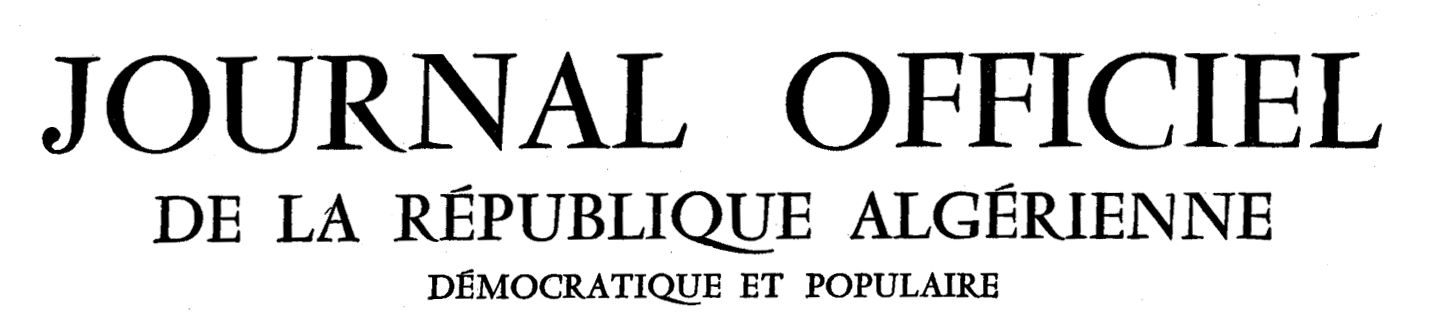
Logo du 26 octobre 1962 au 3 février 1970.
Logo depuis le 3 février 1970.